# Singureni
Singureni is een Roemeense gemeente in het district Giurgiu.
Singureni telt 3158 inwoners.